# Hilary Benn
Hilary James Wedgwood Benn (Londres, 26 de noviembre de 1953) es político laborista británico y  diputado parlamentario por la circunscripción de Leeds Central desde junio de 1999. 
Ha sido ministro británico en varias ocasiones: de Medio Ambiente, Alimentación y Asuntos Rurales con Gordon Brown (2007-2010) y de Desarrollo Internacional con Tony Blair (2003-2007). Desde mayo de 2015 es ministro en la Sombra (o tratamiento Secretario al público) de Asuntos Exteriores del partido liderado por Jeremy Corbyn. El 3 de diciembre de 2015 realizó un discurso en parlamento que políticos británicos y medios de comunicación consideraron "memorable" defendiendo los bombardeos en Siria contra el Daesh.
Es hijo de Tony Benn (formalmente 2° vizconde Stansgate), histórico líder de izquierdas y padrino político de Corbyn.

## Biografía
Nacido en el barrio londinense de Hammersmith es el segundo hijo del exministro laborista y líder izquierdista Tony Benn y la pedagoga Caroline Benn née DeCamp. Benn pertenece a la cuarta generación de parlamentarios en la Comunes de su familia. Su padre, su abuelo William Wedgwood Benn, 1st Viscount Stansgate y sus bisabuelos Sir John Benn y Daniel Holmes fueron por miembros del Parlamento británico, en su mayoría miembros del partido Liberal.
Estudió en la Norland Place School, la Westminster School y en la Universidad de Sussex donde se graduó en estudios sobre las Rusias y Europa oriental. El Hon. (seguida Rt. Hon.) Hilary Benn tiene un hermano mayor, Stephen Benn, 3° vizconde Stansgate, una hermana más joven Melissa (ent. Gordon) y un hermano menor, Joshua.

### Trayectoria política
Benn fue nombrado en los cargos de ministro y de secretario de Estado dos veces. De 2003 a 2007 fue ministro de Desarrollo Internacional en el gobierno liderado por Tony Blair. De 2007 a 2010 fue secretario de Estado de Medio Ambiente, Alimentación y Asuntos Rurales.

### A favor de los bombardeos contra el ISIS («Daesh») en Siria
El 3 de diciembre de 2015 fue el encargado por parte del partido Laborista de intervenir en los Comunes para marcar posición con respecto al bombardeo en Siria contra el Daesh. A pesar de que el líder de la Oposición, Jeremy Corbyn, y un importante sector del partido estaban en contra, haciendo uso de la libertad de voto Benn defendió la participación en los bombardeos. En un discurso de 15 minutos en el que comparó al Daesh con Franco, según los medios de comunicación y los analistas realizó "por sorpresa" una brillante intervención que algunos tildaron de "histórica" y le situaron en buena posición para convertirse en el próximo líder del partido Laborista.

## Vida personal
A los diecinueve años, cuando era estudiante en la Universidad de Sussex se casó con su novia de la infancia Rosalind Retey, que seis años más tarde murió de cáncer. En 1982 volvió a casarse de nuevo, con Sally Christina Clark; son padres de cuatro hijos.